# Macromitrium urceolatulum
Macromitrium urceolatulum är en bladmossart som beskrevs av C. Müller in Geheeb 1881. Macromitrium urceolatulum ingår i släktet Macromitrium och familjen Orthotrichaceae. Inga underarter finns listade i Catalogue of Life.